# Jilt Dijksheide
De Jilt Dijksheide, genoemd naar de laatste eigenaar-vervener, is het enige overgebleven heidegebied in het Westerkwartier in de Nederlandse provincie Groningen, gelegen tussen de buurtschappen Trimunt en Zethuis langs de voormalige tramlijn Drachten - Groningen. Het vormt samen met het Trimunter ontginningsbos een natuurgebied dat onder beheer staat van Staatsbosbeheer. De oppervlakte aan heide bedraagt ruim 20 ha. In het zuidelijke deel ligt een pingoruïne.
Schotse hooglanders en landgeiten helpen het gebied open te houden. Er lopen meestal 2 of 3 exemplaren van dit koeienras.
Vanwege de natuurhistorische waarde is het gebied voor bezoekers gesloten. Vanaf de Heideweg en het pad over het oude trambaantje is het gebied echter redelijk te overzien. Er loopt een wandelpad langs de rand van de Jilt Dijksheide.

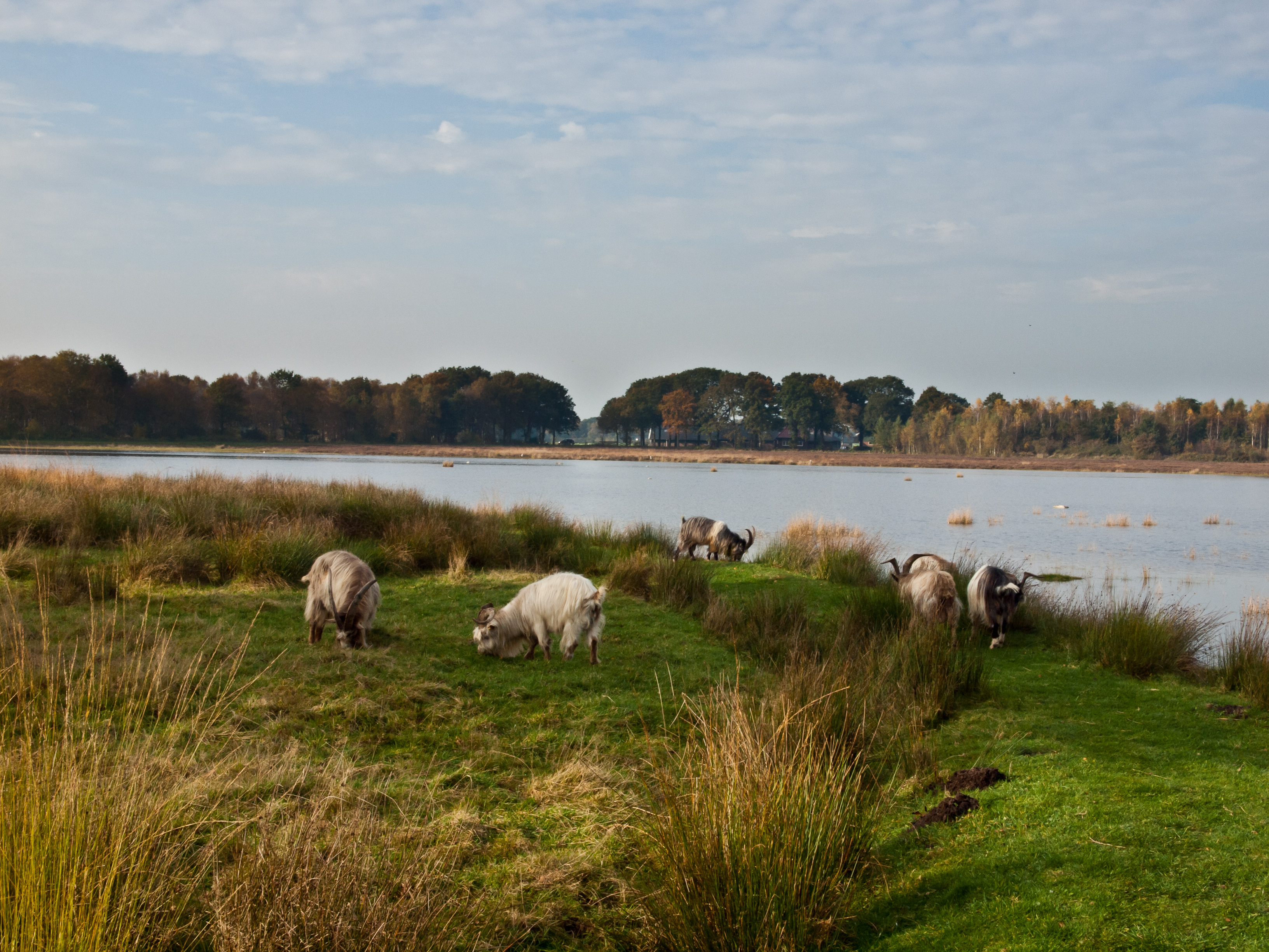
Landgeiten op de Jilt Dijksheide